# Marie-Nicolas Bouillet
Marie-Nicolas Bouillet, född den 5 maj 1798 i Paris, död där den 28 december 1865, var en fransk lexikograf.
Bouillet, som var inspektor vid universitetet i Paris, gjorde sig berömd genom Dictionnaire universel d'histoire et de géographie (1842, 20:e upplagan 1864) och Dictionnaire universel des sciences, des lettres et des arts (1854; 10:e upplagan 1872). 